# Saint-Germé
Saint-Germé är en kommun i departementet Gers i regionen Occitanien i sydvästra Frankrike. Kommunen ligger i kantonen Riscle som tillhör arrondissementet Mirande. År 2022 hade Saint-Germé 509 invånare.

## Befolkningsutveckling
Antalet invånare i kommunen Saint-Germé
Referens:INSEE